# Amtrak

Sigla

Harta

National Railroad Passenger Corporation sau Amtrak este o companie de cale ferată din SUA specializată în transportul pasagerilor. Creată la 1 mai 1971, Amtrak are statut de întreprindere comercială, dar este controlată în totalitate de guvernul Statelor Unite. Sediul se află în Washington, DC.
Amtrak operează mai mult de 300 de trenuri în fiecare zi, pe o lungime de 34 000 km de cale ferată, la viteze de până la 240 kmh. Trenurile Amtrak fac legătura între peste 500 de destinații aflate în 46 de state și trei provincii canadiene. În anul fiscal 2012, Amtrak a transportat un număr de 31,2 de milioane de pasageri și a avut venituri de 2.020.000.000 dolari. Are peste 20.000 de angajați.